# Горње Јаболчиште
Горње Јаболчиште (мкд. Горно Јаболчиште) је насеље у Северној Македонији, у средишњем државе. Горње Јаболчиште припада општини Чашка.

## Географија
Горње Јаболчиште је смештено у средишњем делу Северне Македоније. Од најближег већег града, Велеса, насеље је удаљено 40 km западно.
Насеље Горње Јаболчиште се налази у историјској области Грохот. Насеље је смештени су на високо, на висовима планине Јакупице, на месту где почиње долина реке Тополке. Надморска висина насеља је приближно 1.000 метара.
Месна клима је планинска због знатне надморске висине.

## Становништво
Горње Јаболчиште је према последњем попису из 2002. године имало 1.741 становника.
Према истом попису претежно становништво у насељу су Албанци (99%).
Већинска вероисповест је ислам.